# Georgij Ščennikov
Georgij Michajlovič Ščennikov (rusky Георгий Михайлович Щенников; * 27. dubna 1991, Moskva) je ruský fotbalový obránce a reprezentant, který v současnosti hraje za ruský klub CSKA Moskva. Nastupuje na postu levého obránce. Je synem olympijského medailisty v chůzi Michaila Ščennikova.[zdroj?]

## Klubová kariéra
Ščennikov začal s profesionální kopanou v klubu CSKA Moskva. Za A-tým debutoval 6. srpna 2008 v ruském poháru proti FC Torpedo Vladimir. 28. října 2008 poprvé nastoupil v Evropské lize jako náhradník proti španělskému celku Deportivo La Coruňa. Na evropské scéně debutoval dříve, než v hlavní domácí soutěži Premier Lize. V roce 2011 byl nominován na ruské ocenění Zlatý chlapec, ale nakonec nebyl vybrán do užšího seznamu, ze kterého se hlasoval celkový vítěz. S CSKA získal řadu týmových trofejí, mj. v ruské lize a ruském poháru.

## Reprezentační kariéra
Ščennikov debutoval v A-mužstvu Ruska 15. 8. 2012 v přátelském zápase v Moskvě proti týmu Pobřeží slonoviny (remíza 1:1).
Italský trenér Ruska Fabio Capello jej vzal na Mistrovství světa 2014 v Brazílii. V základní skupině H Rusko obsadilo se dvěma body nepostupové třetí místo.
Trenér Leonid Sluckij jej zařadil do závěrečné 23členné nominace na EURO 2016 ve Francii, kde Rusko obsadilo se ziskem jediného bodu poslední čtvrté místo v základní skupině B. Ščennikov odehrál na turnaji dva zápasy svého týmu ve skupině B.